# Suctobelbella flagellata
Suctobelbella flagellata är en kvalsterart som först beskrevs av Balogh 1959.  Suctobelbella flagellata ingår i släktet Suctobelbella och familjen Suctobelbidae. Inga underarter finns listade i Catalogue of Life.